# Източна Херцеговина
Източна Херцеговина е историко-географска област в западната част на Балканския полуостров, разположена източно от река Неретва.

## Обхват
Заема източната част от територията на историко-географската област Херцеговина между Неретва и Черна гора, включвайки и Стара Херцеговина. Почти 90 % от дела в Босна и Херцеговина попада в нейната съставна част Република Сръбска, съставлявайки най-южната част на източния ѝ дял.
В Източна Херцеговина влизат териториите на 22 общини - 13 в Босна и Херцеговина, 7 в Черна гора и 2 в Сърбия, с центрове:
- Беркович - новообразувана община в Република Сръбска (източната част на община Столац във Федерация Босна и Херцеговина);
- Билеча (Билеч) от Република Сръбска;
- Гацко от Република Сръбска;
- Горажде от Федерация Босна и Херцеговина с новосформираната община Ново Горажде (Сръбско Горажде) в Република Сръбска;
- Жабляк от Черна гора;
- Калиновик от Република Сръбска;
- Котор от Черна гора;
- Любине от Република Сръбска;
- Невесине от Република Сръбска;
- Неум от Федерация Босна и Херцеговина;
- Никшич от Черна гора;
- Плевля от Черна гора;
- Плужине от Черна гора;
- Прибой от Сърбия;
- Приеполе от Сърбия;
- Равно от Федерация Босна и Херцеговина (преди в състава на община Требине);
- Рудо от Република Сръбска;
- Требине от Република Сръбска;
- Фоча от Република Сръбска с новосформираната община Фоча Устаколина във Федерация Босна и Херцеговина;
- Херцег Нови от Черна гора;
- Чайниче от Република Сръбска;
- Шавник от Черна гора;

Някои автори и историографи не причисляват 8-те вътрешни (неприморски) общини (Горажде, Калиновик, Плевля, Прибой, Приеполе, Рудо, Фоча и Чайниче) към състава на Източна Херцеговина, като по този начин включват в областта 14 общини от Босна и Херцеговина и Черна гора.
Поради разделянето с Дейтънското споразумение на Босна и Херцеговина на етнически принцип, от общините Горажде и Фоча са се новосформирали две нови общини - сръбска и бошняшка, с което общините на Източна Херцеговина стават 24, или съответно 16.

## Център
Географски, икономически и културен център на областта е град Требине в Република Сръбска, находящ се на приблизително 30 км от Адриатическо море.
След разбиването на т.нар. косовски мит в Требине е издигната черква – точно копие на Херцеговинска Грачаница.

## История
В исторически план Източна Херцеговина се припокрива с една от средновековните сръбски области. Средновековните автори назовават областта по името на главния ѝ град - Травуния или Тревуния.

## Етнос
Населението на Източна Херцеговина, както и на припадащата ѝ се Стара Херцеговина, е предимно сръбско.